# Новотроїцька (Куюргазинський район)
Новотро́їцька (рос. Новотроицкая, башк. Яңы Троицкий) — присілок у складі Куюргазинського району Башкортостану, Росія. Входить до складу Крівле-Ілюшкинської сільської ради.
Населення — 38 осіб (2010; 63 в 2002).
Національний склад:
- росіяни — 70%